# Educacionismo
Educacionismo é um termo que expressa uma concepção construída no século XIX por Piotr Kropotkin (1842-1921), visando uma "transformação social através da educação", cuja tese central afirma que a educação tem um papel social de tal transcendência, que a ela se atribui a função de transformar a sociedade.
Para Kropotkin, o povo somente poderia emancipar-se por meio da educação intelectual e moral e, em sua concepção, o resultado disso seria uma evolução para o comunismo.
Contudo, o termo não teve origem e nem foi utilizado apenas por uma ideologia política específica.
Kropotkin, assim como Chomsky, desenvolveu essa concepção não com base em teorias comunistas ou anarquistas, mas com base nos valores do Iluminismo, no pensamento racional e na ciência social, as mesmas concepções defendidas pelo liberalismo do período iluminista. Ele apenas agregou essa concepção às suas ideias anarquistas.
Até mesmo por isso, não é surpreendente ver que o termo também foi utilizado pelo escritor e político mexicano Justo Sierra Méndez (1848-1912), que sustentava os ideais liberais e positivistas e lutou por uma educação primária de caráter nacional, laica e gratuita. Ele também foi um dos principais idealizadores da Universidade Nacional Autónoma de México (fundada em 1910 ainda sem seu caráter de autonomia, e chamada apenas de Universidad Nacional de México), e sempre teve grande preocupação com a formação e valorização dos docentes. Dentro da sua linha de pensamento liberal clássica, ele via na educação um fator de crescimento econômico e de aperfeiçoamento da vida social, fundamental para a manutenção da liberdade e da democracia.
Essas ideias de Sierra eram semelhantes às que foram posteriormente defendidas no Brasil pelo movimento Escola Nova, e que tinha como um dos seus principais representantes Anísio Teixeira. Porém, as ideias do movimento Escola Nova no Brasil eram mais amplas, e defendia uma escola pública, obrigatória, laica e gratuita, e não apenas para o ensino primário, mas também secundário e de nível superior.
Já o primeiro a utilizar o termo Educacionismo no Brasil foi o educador Silvio Gallo nos livros O Paradigma Anarquista em Educação e Educação Libertária.
Com inspiração nesse ideal educacionista, um grupo de professores e militantes da causa fundaram o Movimento Educacionista do Brasil (MEB). O MEB é uma pessoa jurídica de direito privado, na categoria OSCIP, registrada no Rio de Janeiro no dia 26 de maio de 2009.